# Contea di Orange (Vermont)
La contea di Orange, in inglese Orange County, è una contea dello Stato del Vermont, negli Stati Uniti d'America. La popolazione al censimento del 2000 era di 28 226 abitanti. Il capoluogo di contea è Chelsea.
La contea è stata formata nel 1781 e deve il suo nome a Guglielmo III d'Orange.

## Geografia fisica
La contea si trova nella parte centro-orientale del Vermont. L'U.S. Census Bureau certifica che l'estensione della contea è di 1792 km², di cui 8 km² coperti da acque interne.
Il fiume Connecticut costituisce il confine con il New Hampshire. La contea è bagnata dai fiumi Ompompanoosuc, White, Waits, e Wells.
Il capoluogo è Chelsea, mentre Randolph è la città con più abitanti.

### Contee confinanti
- Contea di Caledonia - nord-est
- Contea di Grafton (New Hampshire) - est
- Contea di Windsor - sud-ovest
- Contea di Addison - ovest
- Contea di Washington - nord-ovest

## Comuni
La Contea di Orange conta 17 comuni, tutti con lo status di town.
- Bradford - town
- Braintree - town
- Brookfield - town
- Chelsea - town
- Corinth - town
- Fairlee - town
- Newbury - town
- Orange - town
- Randolph - town
- Strafford - town
- Thetford - town
- Topsham - town
- Tunbridge - town
- Vershire - town
- Washington - town
- West Fairlee - town
- Williamstown - town